# Boiga irregularis
Serpent brun arboricole
Espèce
Synonymes
- Coluber irregularis Bechstein, 1802
- Dipsas boydii Macleay, 1884
- Dipsas ornata Macleay, 1888
- Hurria pseudoboiga Daudin
- Pappophis flavigastra Macleay, 1877
- Pappophis laticeps Macleay, 1877
- Triglyphodon flavescens Duméril, Bibron & Duméril, 1854

Boiga irregularis est une espèce de serpents de la famille des Colubridae. Il est parfois appelé Serpent brun arboricole.
Cette espèce est connue pour être devenue une espèce exotique envahissante sur l'île de Guam, où elle est responsable de la disparition de nombreuses espèces d'oiseaux, comme le Râle de Guam qui a disparu à l'état sauvage, et constitue une menace pour d'autres, tels le Zostérops doré et le Stourne de Micronésie.
C'est une couleuvre venimeuse mais elle est considérée comme non dangereuse pour l'homme même si sa morsure peut être douloureuse (aucun cas de décès n'a été enregistré).

## Répartition

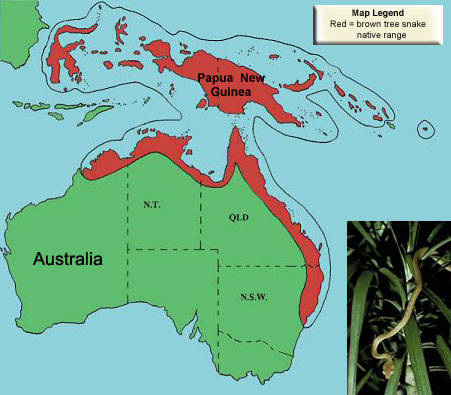
Carte de répartition de Boiga irregularis (en rouge).

Sa distribution naturelle est vaste, elle se rencontre en Indonésie (sur les îles de Célèbes et Togian), en Nouvelle-Guinée, dans le nord et l'est de Australie, aux îles Salomon et dans les îles Carolines.
Elle a été introduite accidentellement par l'homme à la fin des années 1940 ou au début des années 1950 sur l'île de Guam où elle est devenue écologiquement très envahissante, mais aussi sur Saipan dans les Mariannes du Nord et quelques îles d'Indonésie.

## Description
Boiga irregularis mesure entre 120 et 200 cm ; toutefois, sur l'île de Guam, en l'absence de prédateurs, sa taille peut atteindre 300 cm. Sa tête est bien séparée du cou, ses yeux sont grands et les pupilles verticales. Son corps varie du brun au rougeâtre avec des bandes plus foncées, ou rouge avec des bandes blanches.

## Locomotion
Un nouveau moyen de locomotion a été découvert chez cette espèce et rendu public en 2021. Boiga irregularis utilise une technique inconnue jusqu'alors chez les serpents, appelée « lasso », pour grimper aux arbres et atteindre les nids d’oiseaux.

## Régime alimentaire
Boiga irregularis se nourrit de lézards, de petits oiseaux, de chauve-souris et de rongeurs.

## Reproduction
La femelle pond de 4 à 12 œufs oblongs avec une coquille tannée, de 42 à 47 mm et de 18 à 22 mm de large. Les femelles peuvent produire jusqu'à deux pontes par an selon les variations saisonnières du climat et de l'abondance de proies. La femelle dépose les œufs dans des endroits creux, les crevasses de roche, et d'autres emplacements où ceux-ci sont protégés contre la chaleur.

## Venin
Boiga irregularis est un serpent venimeux mais considéré comme peu ou pas dangereux pour l'homme. C'est un serpent nocturne qui peut mordre s'il se sent menacé. Comme tous les Boiga, il possède deux petits crocs cannelés et non creux dans le fond de la gueule, il lui est donc difficile d'injecter son venin à l'homme lors d'une morsure défensive, et les quantités injectées sont généralement faibles. Cette architecture est conçue pour tuer de petites proies et non pour la défense contre ses prédateurs. Son venin est faiblement neurotoxique et probablement cytotoxique.

## Systématique
Le nom valide complet (avec auteur) de ce taxon est Boiga irregularis (Bechstein, 1802). L'espèce a été initialement classée dans le genre Coluber sous le protonyme Coluber irregularis Bechstein, 1802.

## Publications originales
- (de) Bechstein, 1802 : Herrn de Lacépède's Naturgeschichte der Amphibien oder der eyerlegenden vierfüssigen Thiere und der Schlangen. Eine Fortsetzung von Buffon's Naturgeschichte aus dem Französischen übersetzt und mit Anmerkungen und Zusätzen versehen, p. 1-298 (texte intégral).
- Daudin, 1803 : Histoire Naturelle, Générale et Particulière des Reptiles; ouvrage faisant suit à l'Histoire naturelle générale et particulière, composée par Leclerc de Buffon; et rédigee par C.S. Sonnini, membre de plusieurs sociétés savantes, vol. 5, F. Dufart, Paris, p. 1-365 (texte intégral).
- (en) Gray, 1842 : Description of some hitherto unrecorded species of Australian reptiles and batrachians. Zoological Miscellany, vol. 2, p. 51-57 (texte intégral).
- Duméril, Bibron & Duméril, 1854 : Erpétologie générale ou histoire naturelle complète des reptiles. Tome septième. Deuxième partie, p. 781-1536 (texte intégral).
- (en) Macleay, 1877 : The ophidians of the Chevert Expedition. Proceedings of the Linnean Society of New South Wales (es), sér. 1, vol. 2, p. 33-41 (texte intégral).
- (en) Macleay, 1884 : Census of Australian snakes with descriptions of two new species. Proceedings of the Linnean Society of New South Wales, sér. 1, vol. 9, p. 548-568 (texte intégral).
- (en) Macleay, 1888 : Notes on some ophidians from King's Sound, north-west Australia. Proceedings of the Linnean Society of New South Wales, sér. 2 (es), vol. 3, p. 416-418 (texte intégral).